# Bandera d'Albesa
La bandera oficial d'Albesa té la descripció següent:
Bandera apaïsada de proporcions dos d'alt per tres de llarg, verda, amb l'àlber blanc de l'escut, d'altura 3/6 de la del drap, al centre, i una faixa escacada de dos rengles de nou quadrats cadascun grocs i negres.

## Història
Va ser aprovada el 22 de desembre del 1999 i publicada al DOGC núm. 3059 el 19 de gener del 2000. Està basada en l'escut heràldic de la localitat.